# Nola convexalis
Nola convexalis är en fjärilsart som beskrevs av De Toulgoët 1961. Nola convexalis ingår i släktet Nola och familjen trågspinnare. Inga underarter finns listade i Catalogue of Life.